# Betelu
Betelu és un municipi de Navarra, a la comarca de Norte de Aralar, dins la merindad de Pamplona.

## Demografia
| Evolució demogràfica                              | Evolució demogràfica | Evolució demogràfica | Evolució demogràfica | Evolució demogràfica | Evolució demogràfica | Evolució demogràfica | Evolució demogràfica | Evolució demogràfica | Evolució demogràfica | Evolució demogràfica |
| 1996                                              | 1998                 | 1999                 | 2000                 | 2001                 | 2002                 | 2003                 | 2004                 | 2005                 | 2006                 | 2007                 |
| ------------------------------------------------- | -------------------- | -------------------- | -------------------- | -------------------- | -------------------- | -------------------- | -------------------- | -------------------- | -------------------- | -------------------- |
| 334                                               | 340                  | 346                  | 348                  | 350                  | 342                  | 331                  | 335                  | 346                  | 346                  | 345                  |
| Fonts: Betelu i Institut d'Estadística de Navarra |                      |                      |                      |                      |                      |                      |                      |                      |                      |                      |